# Aleksandr Kołczak

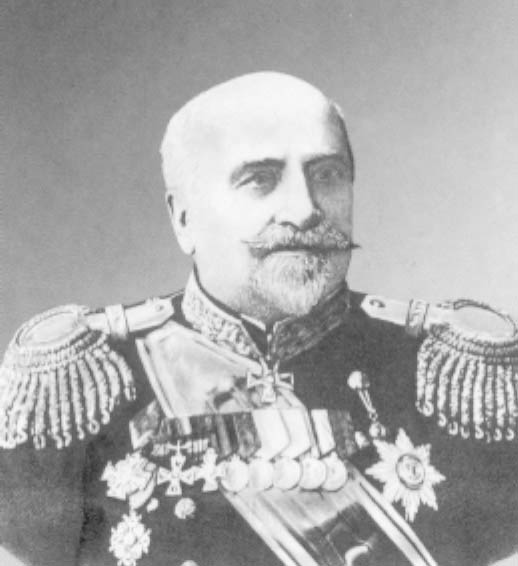
Generał Wasilij Iwanowicz Kołczak, ojciec Aleksandra Kołczaka

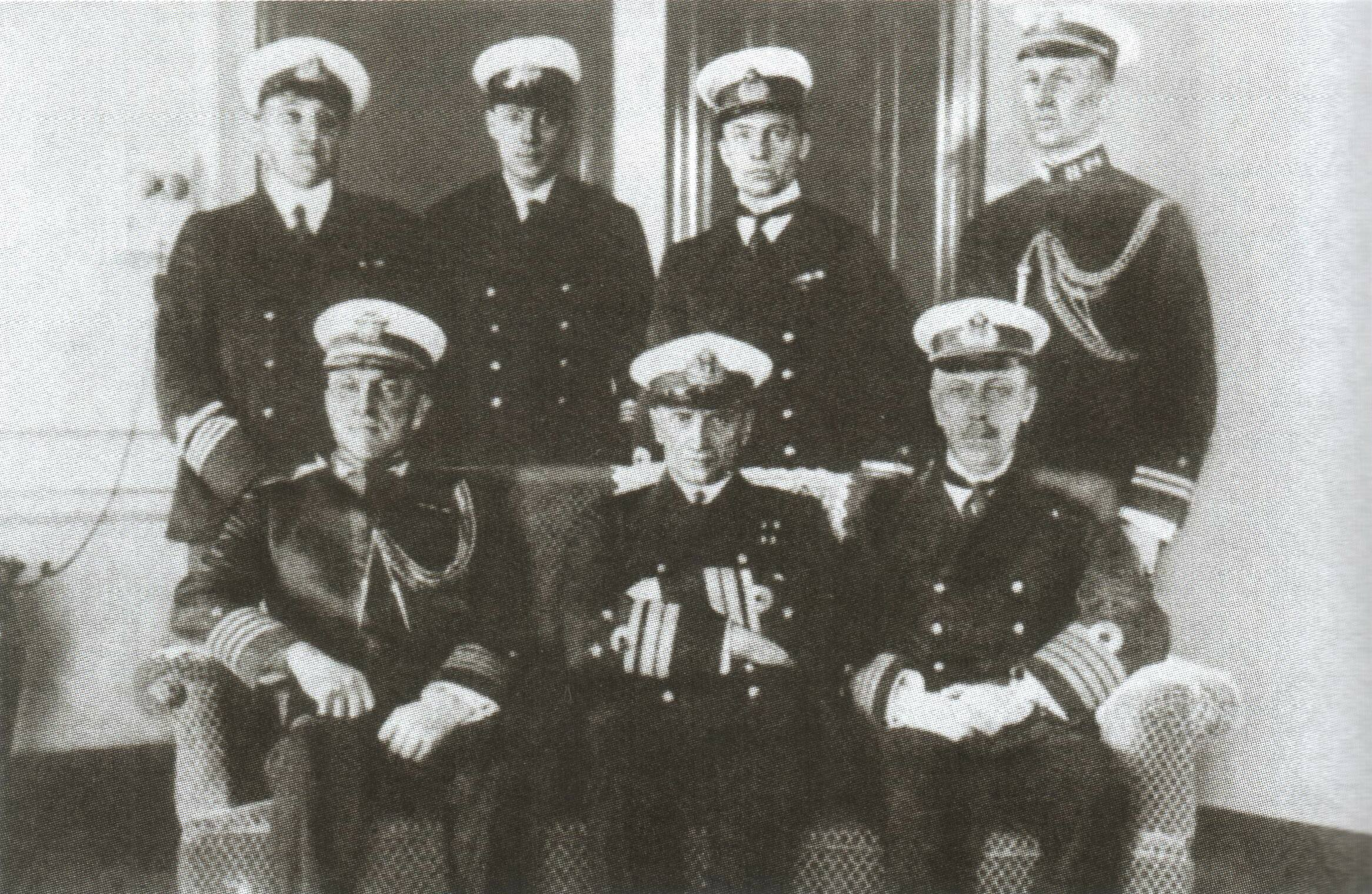
Aleksandr Kołczak na czele rosyjskiej misji wojskowej w Stanach Zjednoczonych w 1917

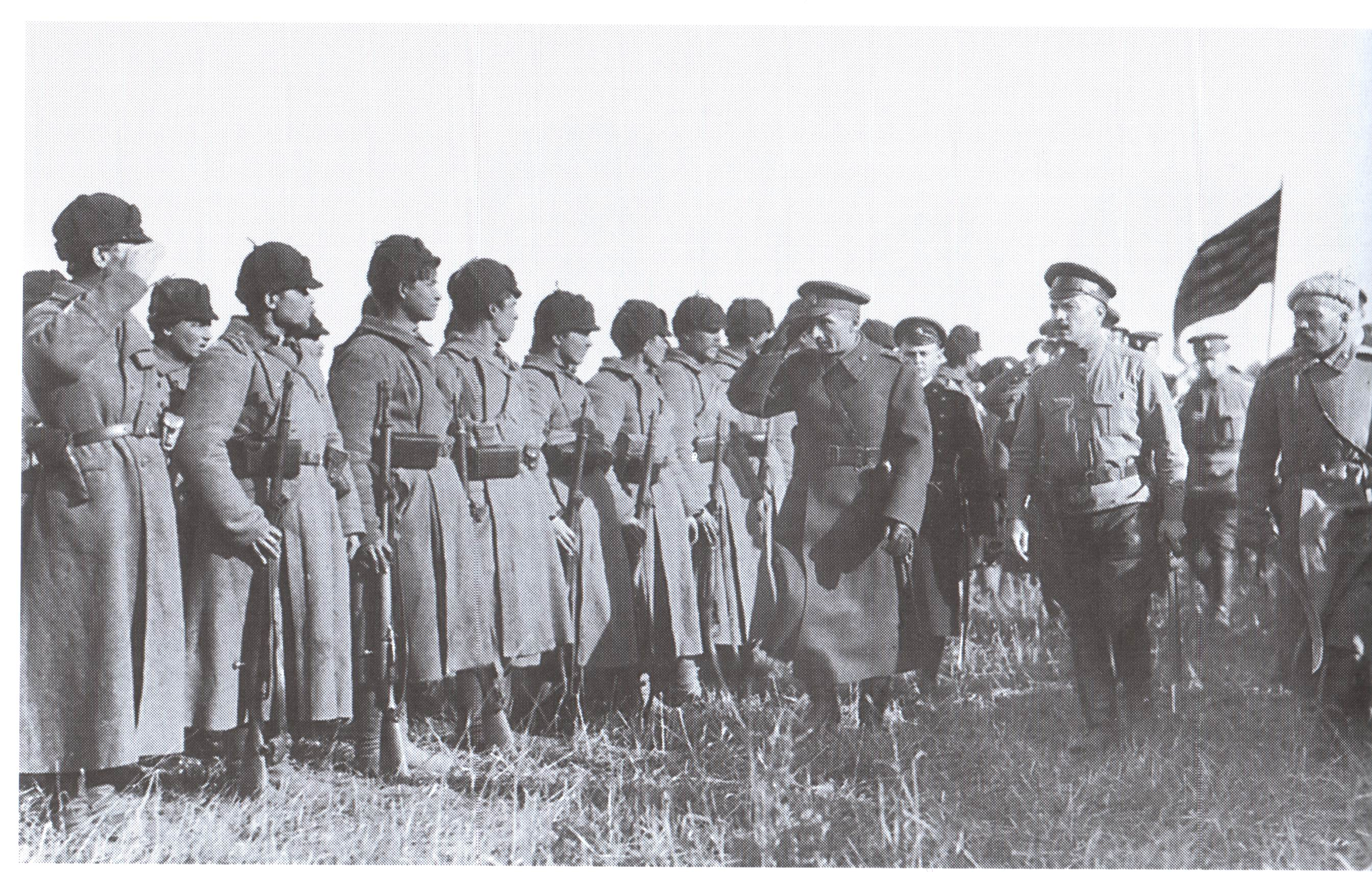
Admirał Kołczak w trakcie inspekcji swoich wojsk

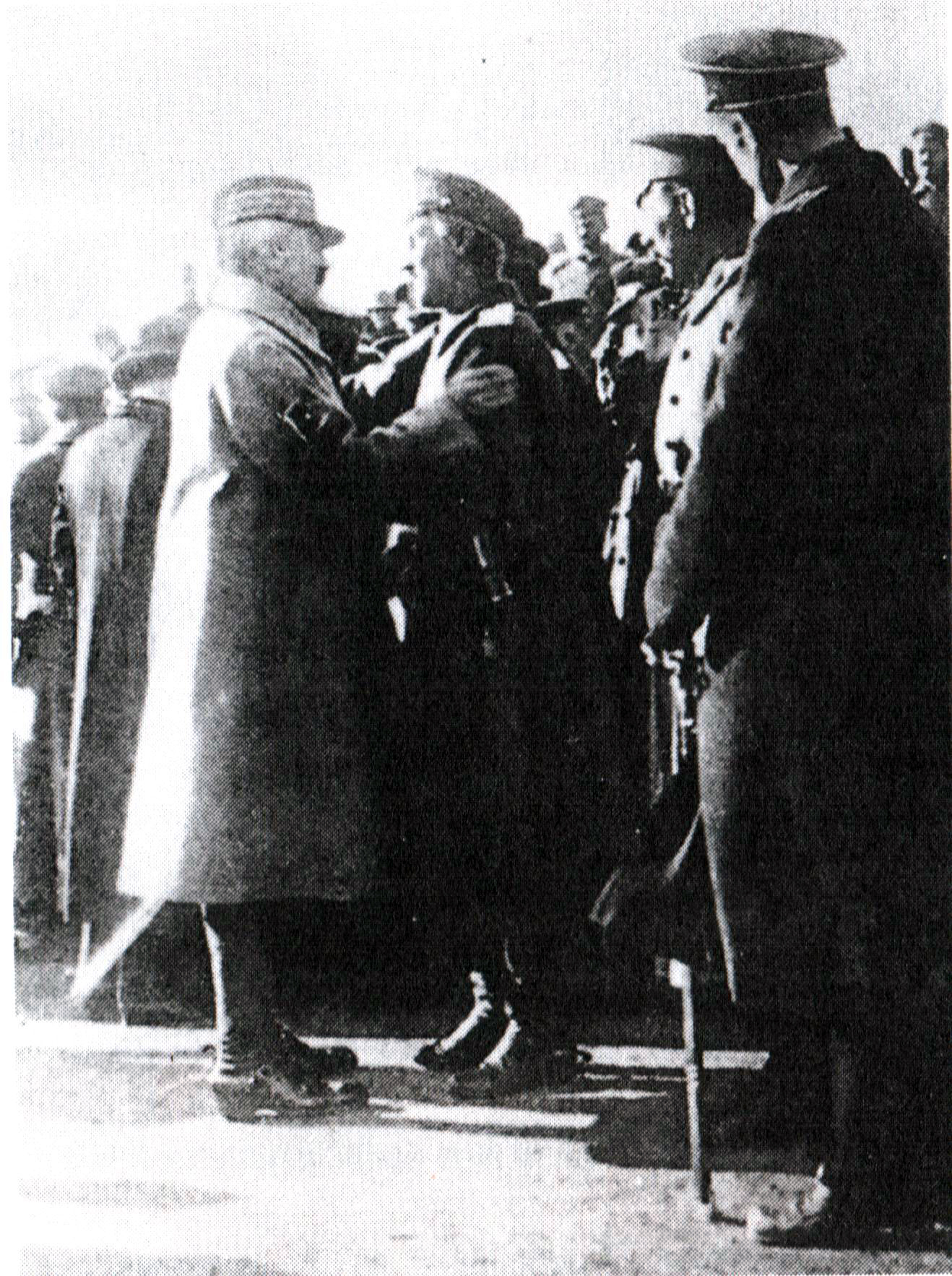
Aleksandr Kołczak i Maurice Janin

Aleksandr Wasiljewicz Kołczak (ros. Александр Васильевич Колчак; ur. 4 listopada?/16 listopada 1874 w Petersburgu, zm. 7 lutego 1920 w Irkucku) – rosyjski oficer marynarki wojennej w stopniu admirała i badacz polarny. Uczestnik wojny rosyjsko-japońskiej oraz I wojny światowej. W latach 1916–1917 dowódca Floty Czarnomorskiej. W okresie rosyjskiej wojny domowej był jednym z głównych dowódców antybolszewickiego ruchu. W 1918 minister wojny i marynarki w Ogólnorosyjskim Rządzie Tymczasowym. Od 1918 do 1920 Wielkorządca Państwa Rosyjskiego z siedzibą w Omsku. Na początku 1920 aresztowany przez bolszewików i rozstrzelany. 

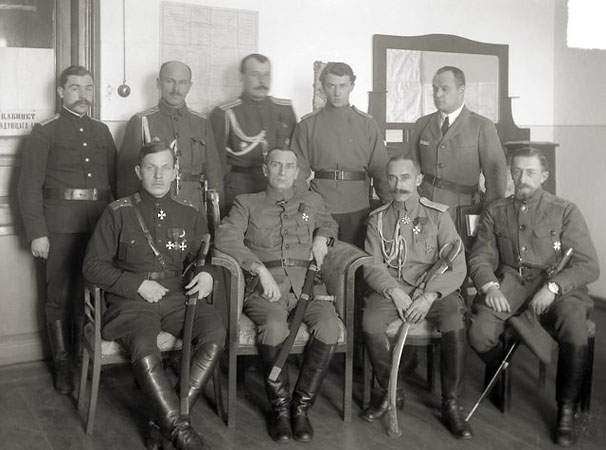
Dowództwo Armii Syberyjskiej w Jekaterynburgu w lutym 1919. Od lewej siedzą: Radola Gajda, Aleksandr Kołczak, Borys Bogosłowskij oraz Siergiej Domontowicz

## Życiorys
Pochodził z rodziny o wojskowych tradycjach. Był synem Wasilija Iwanowicza Kołczaka (1837–1913), uczestnika wojny krymskiej i generała majora Armii Imperium Rosyjskiego.
W 1888 rozpoczął naukę w Morskim Korpusie Kadeckim. Ukończył go we wrześniu 1894 w stopniu miczmana. W 1891 rozpoczął służbę w marynarce rosyjskiej. Pływał na okrętach „Ruryk”, „Kriejsier”, „Kniaź Pożarskij”, „Pietropawłowsk”. W 1898 awansował na stopień ppor. marynarki. Uczestnik ekspedycji polarnej w latach 1900-1903 na jachcie „Zaria” jako hydrolog. Podczas niej odkrył i zbadał wyspę na Morzu Karskim, nazwaną od jego imienia Wyspą Kołczaka. W czasie wojny rosyjsko-japońskiej służył od kwietnia 1904 na krążowniku „Askold”, od maja dowodził niszczycielem „Sierdityj”, a potem od listopada 1904 baterią artylerii w Port Arturze. Został uhonorowany m.in. szablą „Za Dzielność”. W czasie walk na lądzie został lekko ranny, poza tym szwankowało jego nadwątlone ekspedycją polarną zdrowie. W czasie upadku twierdzy był w szpitalu, po czym wkrótce w kwietniu 1905 został zwolniony z niewoli japońskiej i przez Amerykę powrócił do Rosji, do Petersburga.
Prof. dr hab. Paweł Wieczorkiewicz wysoko oceniał zdolności wojskowe wykazane przez Kołczaka podczas wojny z Japonią: Jako młody oficer dowodził torpedowcem i był jednym z tych, którzy uratowali honor rosyjskiej bandery. W tej wojnie Rosja poniosła druzgocącą klęskę. Obwiniano o nią najwyższe dowództwo marynarki, natomiast było kilkudziesięciu młodych oficerów, którzy bili się niezwykle dzielnie i brawurowo. Kołczak należał do nich i zwrócił uwagę swoich zwierzchników. Przed I wojną światową jego kariera rozwijała się błyskotliwie.
Wraz z grupą oficerów był inicjatorem powołania nowego Morskiego Sztabu Generalnego, powstałego w 1906, zajmującego się strategią i przygotowaniem floty do działań. Służył w tym sztabie w latach 1906-1908 jako naczelnik oddziału organizacyjno-taktycznego, wykładał też w akademii morskiej. Publikował w tym czasie prace naukowe i mapy z pierwszej wyprawy polarnej. W latach 1909–1910 uczestniczył w drugiej ekspedycji naukowej jako dowódca lodołamacza „Wajgacz”, kierującej się przez Ocean Indyjski na Morze Czukockie. Nie brał udziału w dalszej części ekspedycji – przejściu drogą północną, gdyż w 1911 ponownie został powołany do Morskiego Sztabu Generalnego. W 1912 na propozycję dowódcy Floty Bałtyckiej adm. Essena, odszedł z pracy sztabowej i został dowódcą niszczyciela „Ussurijec”. W 1913 awansował na stopień komandora i został wybrany przez adm. Essena na oficera flagowego jego sztabu, dowodząc niszczycielem „Pogranicznik”, a wiosną 1914 przechodząc na admiralski krążownik „Ruryk”.

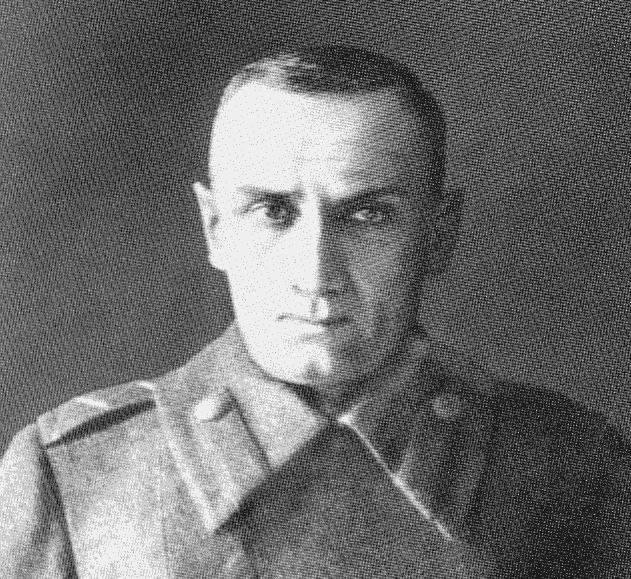
Ostatnie zdjęcie Kołczaka, wykonane na krótko przed jego egzekucją w 1920

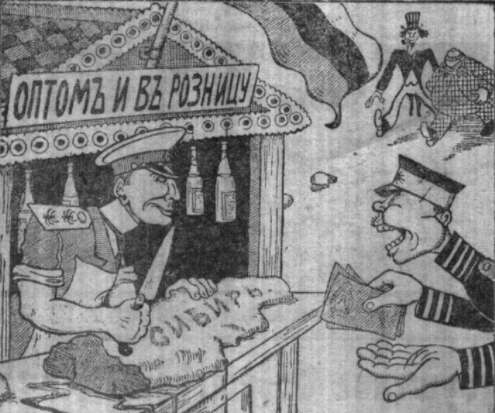
Bolszewicka karykatura z wizerunkiem admirała Aleksandra Kołczaka z 1919

Walczył w I wojnie światowej, początkowo jako szef oddziału operacyjnego Floty Bałtyckiej. Odznaczył się, projektując i przeprowadzając akcje minowania Zatoki Fińskiej, a następnie także wód niemieckich (południowego Bałtyku). Od września 1915 został dowódcą Dywizji Minowej i naczelnikiem obrony Zatoki Ryskiej. Zorganizował m.in. desant na tyły Niemców pod Rygą. 10 kwietnia 1916 awansował na stopień kontradmirała, a już 28 czerwca 1916 „za wyróżnianie się w służbie” – na wiceadmirała. Został przy tym przeniesiony na stanowisko dowódcy Floty Czarnomorskiej. Od lipca 1916 podjął tam intensywną walkę minową, stawiając ok. 2000 min na wodach tureckich. Po rewolucji lutowej 1917 i obaleniu caratu, kiedy we flocie wzrosło rozprzężenie i agitacja bolszewicka, zajął pozycję antyrewolucyjną. Po próbie rozbrojenia go przez komitet okrętowy 9 czerwca, kiedy to Kołczak odmówił oddania broni, ale wyrzucił szablę do morza, złożył następnie dowództwo floty wskutek niemożności dowodzenia w takich warunkach i został wezwany do Piotrogrodu. Z uwagi na to, że jego osoba zaczynała się robić popularna w kręgach politycznych, Rząd Tymczasowy zdecydował o wysłaniu go w lipcu 1917 do USA przez Wielką Brytanię, w celu wykorzystania jego doświadczeń do rozwoju amerykańskiej broni minowej i planowania ewentualnego desantu w Dardanelach.
28 sierpnia 1917 Kołczak dotarł do Stanów Zjednoczonych. Okazało się jednak, że flota amerykańska nigdy nie planowała żadnej operacji na Dardanele. Od tego momentu misja wojskowego miała charakter militarno-dyplomatyczny. Przebywał on w Ameryce przez około dwa miesiące, podczas których spotkał się z rosyjskimi dyplomatami na czele z ambasadorem Borysem Bachmietiejewem. 16 października 1917 został przyjęty u prezydenta Stanów Zjednoczonych Thomasa Woodrowa Wilsona.
Wkrótce Kołczak zdecydował powrócić do Rosji i w listopadzie 1917 dostał się do Jokohamy w Japonii, gdzie dowiedział się o rewolucji październikowej w Rosji. Chcąc dalej walczyć przeciwko Niemcom, usiłował dostać się do rosyjskich oddziałów po stronie brytyjskiej w Mezopotamii, ale ostatecznie powierzono mu organizację sił rosyjskich, ochraniających Kolej Wschodniochińską (KWŻD) przed zapędami Chińczyków. W kwietniu 1918 przybył do Harbinu (samą koleją zarządzał gen. Dimitrij Chorwat, który ogłosił się tymczasowym wielkorządcą Rosji). Po kilku miesiącach jednak, zniechęcony konfliktami, Kołczak wyjechał do Japonii na leczenie.
W październiku 1918 przybył do Omska i 4 listopada został wyznaczony na ministra wojny i marynarki w antybolszewickim rządzie koalicyjnym (Ogólnorosyjski Rząd Tymczasowy, zwany też Rządem Syberyjskim lub Dyrektoriatem) z siedzibą w Omsku.   

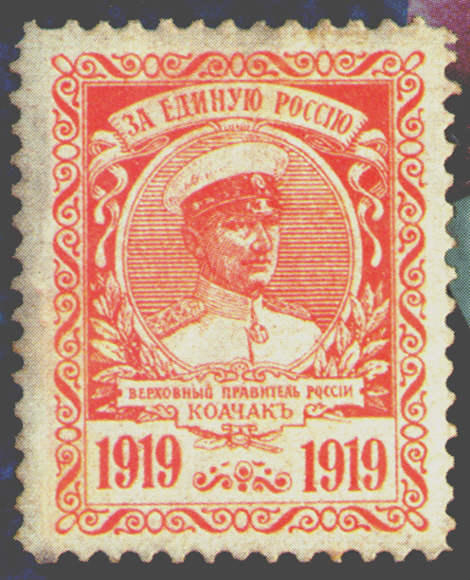
Znaczek pocztowy z wizerunkiem Aleksandra Kołczaka z 1919

Jednak 18 listopada 1918 z udziałem kadetów, białych oficerów niezadowolonych z rządów Dyrektoriatu i czeskiego gen. Gajdy, Kołczak dokonał przewrotu. Ustanowiwszy dyktaturę, ogłosił się „wielkorządcą państwa rosyjskiego” (ros. Верховний Правитель Российского государства – wierchowyj prawitiel) w stopniu najwyższego dowódcy naczelnego. Podporządkowana mu Rada Ministrów nadała mu stopień admirała. Przejął armię, której wcześniej udało się – z istotną pomocą Korpusu Czechosłowackiego – zająć Syberię do Uralu. W styczniu 1919 wojska czechosłowackie, które po zakończeniu I wojny światowej nie widziały dalszego interesu w uczestnictwie w wojnie w Rosji, wycofano z frontu do ochrony linii kolejowych, a główny ciężar walk spoczął na białych Rosjanach. W marcu 1919 armia Kołczaka przeprowadziła ofensywę, której celem było osiągnięcie linii Wołgi; zamiar ten nie został zrealizowany, siły białych dotarły najdalej na odległość 80 km od Kazania. Również te sukcesy zostały zniweczone w wyniku kontrofensywy Armii Czerwonej prowadzonej od kwietnia 1919. W czerwcu 1919 rząd Kołczaka został uznany przez państwa zachodnie. W czerwcu i lipcu 1919 poniósł jednak kolejne klęski: 1 lipca upadł Perm, oddziały Armii Czerwonej przekroczyły Ural, zajmując 24 lipca 1919 Czelabińsk, po czym front ustabilizował się do października. 14 listopada 1919 padł Omsk, a Kołczak przeniósł rząd do Irkucka. 24 grudnia 1919 w Irkucku zbrojne powstanie wszczęło eserowsko-mienszewickie Centrum Polityczne (Politcentr), które w nocy z 4 na 5 stycznia 1920 przejęło władzę nad miastem z rąk rządu Kołczaka. 4 stycznia 1920 Kołczak abdykował w pociągu ewakuacyjnym na stacji w Niżnieudinsku, przekazując swe pełnomocnictwa gen. Antonowi Denikinowi, a władzę na rosyjskim Dalekim Wschodzie Grigorijowi Siemionowowi. Admirała mieli ochraniać żołnierze Korpusu Czechosłowackiego, którym Ententa 7 stycznia 1920 powierzyła go pod opiekę. Jednakże w zamian za zapewnienie swobody ewakuacji Korpusu przez rejon Irkucka oraz Bajkału, jego dowództwo w porozumieniu z głównodowodzącym siłami Ententy, gen. Janinem, wydało Kołczaka oraz ewakuowane przez niego carskie rezerwy złota Centrum Politycznemu, co nastąpiło 15 stycznia 1920 r. po przywiezieniu Kołczaka, pod eskortą Czechów, pociągiem do Irkucka. Po przejściu Politcentru irkuckiego pod kontrolę bolszewików Kołczak został aresztowany. W dniu 21 stycznia przesłuchiwała go pięcioosobowa komisja złożona z dwóch bolszewików, dwóch eserowców i jednego mienszewika. Mimo planów przeprowadzenia publicznego procesu sądowego, 6 lutego Kołczak został skazany przez miejscowy Komitet Wojskowo-Rewolucyjny na karę śmierci i rozstrzelany w Irkucku rankiem dnia następnego, na rozkaz z Moskwy.
Okoliczności śmierci admirała Aleksandra Kołczaka opisał również polski sowietolog Paweł Wieczorkiewicz: Kołczak wycofywał się w stronę Irkucka. Po drodze dostał się w ręce służącego do tej pory pod jego rozkazami Korpusu Czechosłowackiego, który zaczął handlować jego losami. Także dowódcy zachodnich misji wojskowych opuścili swojego sojusznika. Ostatecznie Kołczaka wydano efemerycznemu rządowi lewicowemu, który powstał na Dalekim Wschodzie, z taką naiwną wiarą, że bolszewicy zechcą paktować z przedstawicielami lewicy, którzy potępili kołczakowszczyznę. Owi lewicowcy, przejąwszy Kołczaka, wydali go w ręce bolszewickiego Komitetu Rewolucyjnego. Kołczak po procesie, podczas którego zachowywał się zresztą godnie, został rozstrzelany.

## Opinie
Opanował teren sięgający od Władywostoku niemal po Wołgę, ale ostatecznie okazał się zbyt słaby, aby pokonać komunistów. Kołczak był tragicznym, samotnym, przegranym bohaterem.

## Rehabilitacja
W latach 90. pojawiły się w Rosji liczne głosy na temat potrzeby ponownej oceny okoliczności śmierci Kołczaka. Za rehabilitacją admirała opowiadali się wtedy Anatolij Kwasznin, ówczesny szef Sztabu Generalnego Sił Zbrojnych Federacji Rosyjskiej oraz Jurij Skuratow, pełniący wtedy funkcję prokuratora generalnego Federacji Rosyjskiej.
W 1998 skierowano do Naczelnej Prokuratury Wojskowej oświadczenie ws. rehabilitacji Kołczaka. Sprawa trafiła do sądu. 26 stycznia 1999 sąd wojskowy uznał jednak admirała za niepodlegającego rehabilitacji, gdyż ten pomimo swoich szerokich uprawnień, nie powstrzymał terroru prowadzonego przez jego kontrwywiad wobec ludności cywilnej. Obrońcy admirała nie zgodzili się z tymi argumentami. Zwrócili się tym razem bezpośrednio do Sądu Najwyższego Federacji Rosyjskiej, z wnioskiem o odwołanie wcześniejszego wyroku. Protest został skierowany do Kolegium Wojskowego Sądu Najwyższego. We wrześniu 2001, po wcześniejszym rozpatrzeniu sprawy, postanowiono nie odwoływać się od wcześniejszej decyzji sądu wojskowego. Członkowie Kolegium Wojskowego uznali, że zasługi admirała w okresie przedrewolucyjnym nie mogą stanowić podstawy do jego rehabilitacji i nie mogą usprawiedliwiać masowych represji wobec ludności cywilnej i żołnierzy Armii Czerwonej.
Odwołano się również do Sądu Konstytucyjnego Federacji Rosyjskiej. W 2004 wydał on orzeczenie, mówiące że wyrok sądu wojskowego z 1999 naruszył procedurę prawną.
Przeciągający się proces dotyczący rehabilitacji admirała Kołczaka wzbudził niechęć pozytywnie oceniającej jego postać części rosyjskiego społeczeństwa. Leonid Połeżajew, pełniący funkcję gubernatora obwodu omskiego, w 2006 powiedział, że rehabilitacja Aleksandra Kołczaka nie jest potrzebna, ponieważ rehabilitował go czas, a nie prokuratura wojskowa. W 2009 ukazała się książka Siergieja Drokowa pt. „Admirał Kołczak i sąd historii”. Na podstawie dokumentów z akt śledztwa Kołczaka, autor książki zakwestionował kompetencje zespołów śledczych prokuratury z lat 1999–2004. Drokow argumentował za potrzebą oficjalnego wycofania zarzutów wysuwanych przeciwko admirałowi.
W marcu 2019 Federalna Służba Bezpieczeństwa Federacji Rosyjskiej usunęła etykietę tajemnicy ze sprawy karnej admirała Kołczaka. Jednocześnie dostęp do materiałów ciągle pozostał częściowo ograniczony, ponieważ Kołczak nie został zrehabilitowany.

## Ordery i odznaczenia

### Rosyjskie
- Order Świętego Jerzego III klasy (1919)
- Order Świętego Jerzego IV klasy (1915)
- Order Świętej Anny (trzykrotnie)
- Order Świętego Stanisława (I i II klasy)
- Order Świętego Włodzimierza (III i IV klasy)
- Medal „Pamięci wojny rosyjsko-japońskiej” (1906)
- Medal „Pamięci 300. rocznicy panowania dynastii Romanowów” (1913)
- Medal „Dla upamiętnienia panowania cesarza Aleksandra III” (1896)
- Medal „upamiętniający 200. rocznicę bitwy morskiej pod Hanko”
- Krzyż „Za Port Artur” (1914)
- Broń Złota „Za Waleczność” (1905)

### Zagraniczne
- Oficer Legii Honorowej (Francja)
- Order Łaźni (Wielka Brytania)

## Upamiętnienie
- W 2002 w Petersburgu odsłonięto poświęconą mu tablicę pamiątkową[25][26].
- W listopadzie 2004 w Irkucku został odsłonięty pomnik admirała Aleksandra Kołczaka, autorstwa rosyjskiego rzeźbiarza Wiaczesława Kłykowa[26]. W mieście postawiono również krzyż pamiątkowy w miejscu jego śmierci[27].
- W 2005, postanowieniem władz Tajmyrskiego Okręgu Autonomicznego, imię Kołczaka zostało przywrócone wyspie na Morzu Karskim (nazwa została zmieniona w 1937)[28]. Powstał tam również pomnik ku czci admirała.
- W 2008 premierę miał film Admirał w reżyserii Andrieja Krawczuka z Konstantinem Chabienskim w roli głównej opowiadający o losach admirała Kołczaka[29].
- Odkryty w 2013 gatunek roztoczy z rodzaju Arctoseius, endemiczny dla Syberii i Arktyki, został nazwany na cześć admirała Arctoseius koltschaki[30].
- W 2014 Monarchistyczna Partia Rosji ogłosiła plany wzniesienia pomnika Kołczaka w Sewastopolu[31].
- W listopadzie 2016 w Petersburgu odsłonięto tablicę poświęconą admirałowi Aleksandrowi Kołczakowi na budynku domu, gdzie mieszkał w latach 1905–1912[32]. 25 kwietnia 2017 sąd wydał decyzję o zdemontowaniu jej, uznając umieszczenie obiektu za nielegalne. 5 lipca tego samego roku tablica została zdemontowana[33].
- Inna tablica pamiątkowa upamiętniająca admirała została odsłonięta w Jekaterynburgu. W 2017 została zdemolowana przez wandali[34].